# 圣博内迪加尔
圣博内迪加尔（法語：Saint-Bonnet-du-Gard，法語發音：[sɛ̃ bɔnɛ dy ɡaʁ]）是法国加尔省的一个市镇，属于尼姆区。

## 地理
圣博内迪加尔（43°55'37"N, 4°32'43"E）面积6.84 平方千米，位于法国奧克西塔尼大區加尔省，该省份为法国南部沿海省份，南端濒地中海，北起顺时针与阿尔代什省、沃克吕兹省、罗讷河口省、埃罗省、阿韦龙省和洛泽尔省接壤。
与圣博内迪加尔接壤的市镇（或旧市镇、城区）包括：莱德农、勒穆兰、塞尔纳克、韦尔斯蓬迪加尔。
圣博内迪加尔的时区为UTC+01:00、UTC+02:00（夏令时）。

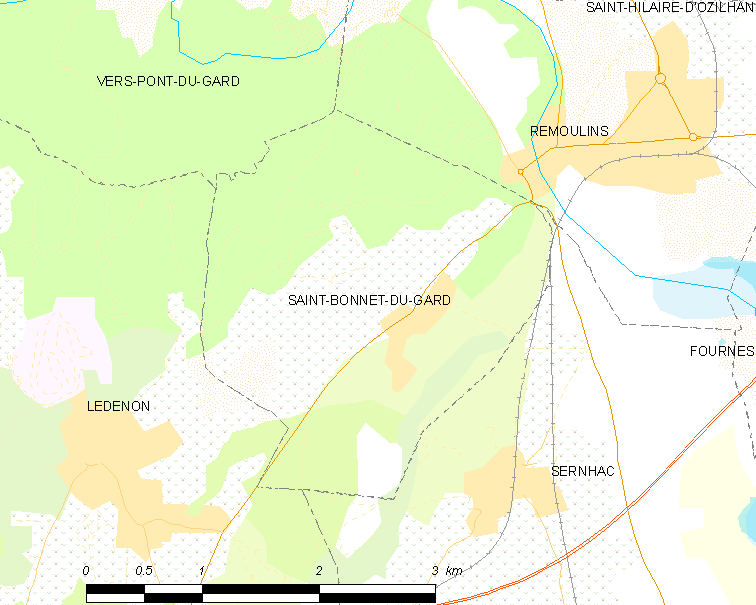
圣博内迪加尔的OSM定位图

## 行政
圣博内迪加尔的邮政编码为30210，INSEE市镇编码为30235。

## 政治
圣博内迪加尔所属的省级选区为勒代桑县。

## 人口

1962-2008年间圣博内迪加尔人口变化图示

圣博内迪加尔于2022年1月1日时的人口数量为816人。